# Javier de la Gándara
Javier de la Gándara Alonso (Vigo, 18 de febrero de 1959) es un regatista español.
Comenzó a navegar en vela ligera (en las clases Optimist, 420 y Moth Europa), y en windsurf (clase TDV), ganando cuatro campeonatos de España (en 420 y TDV), antes de pasarse a la vela de crucero.

## Vela de crucero
. Con el "Turismo Rías Baixas", de la de la clase ORC 670, ganó el Trofeo Zegna (2004), el Trofeo S.A.R. Infanta Elena (2005), la Regata Rías Baixas-Martín Codax (2006) y el Trofeo Conde de Gondomar (2008).

## Vuelta oceánica
En 1988 ganó la Regata Ruta del Descubrimiento con el yate de la clase Maxi "Fortuna Extra Lights"
En 1993 gana las regatas Vuelta Europa en la Clase W60 (Whitbread 60) con el “Galicia 93 Pescanova” con más de seis horas de ventaja sobre el segundo “Intrum Justitia” de Roger Nilson; y la Fastnet Race en tiempo real por delante de veleros de mayor eslora, invirtiendo 2d 15h 47m 42s
Participó como patrón en dos ediciones de la vuelta al mundo a vela:
- Whitbread Round the World Race 1989-90. Con el "Fortuna Extra Lights" se clasificó en séptima posición.
- Whitbread Round the World Race 1993-94. Con el WOR60 "Galicia 93 Pescanova" se clasificó en quinta posición de la clasificación general.

## Premios y reconocimientos
- Vigués distinguido en 2005.